# ترعی باینان
ترعی باینان (به عربی: ترعی باینان) یک شهرداری در الجزایر است که در استان میله واقع شده‌است. ترعی باینان ۲۰٬۶۴۵ نفر جمعیت دارد.